# 寺沢忠晴
寺沢 忠晴（てらざわ ただはる）は、江戸時代前期の肥前国唐津藩の世嗣。官位は従五位下・式部少輔。

## 略歴
肥前唐津藩12万石を治めた寺沢広高の嫡男として誕生。母は妻木貞徳の娘。
慶長16年（1611年）叙任し、慶長12年（1607年）、豊臣姓を下賜された。元和6年（1620年）には徳川秀忠への御目見を果たしたが、家督を継ぐことなく元和8年（1622年）に23歳で早世した。法名は来雲堅従大居士。
代わって、弟・堅高が嫡子となった。